# 東方落語
東方落語（とうほうらくご）は、東北弁で落語を語る団体。民話の要素を取り入れたオリジナルの落語も多い。東北弁による話芸の確立を目的として、1997年5月に今野家東により発足された。

## 東北弁落語
今日の東北弁による落語は1997年の東方落語の発足から始まる。東北弁落語は広まりをみせ、2010年から始まった「魅知国仙台寄席」では、かつて川野目亭南天として東方落語で演じていた六華亭遊花を中心に古典落語や民話を題材とした創作落語などが行われるようになった。2017年のみやぎ総文では、東方落語を題材にした「おらほの言葉」が仙台三桜高によって発表された。

## 演者

### 所属
- 今野家もう世（家元・真打）[1]
- 今野家世はね（真打）[1]
- 今野家がめら（二つ目）[1]
- 今野家ふぁんた（二つ目）[1]
- 今野家ちょすな（前座）[1][2]

### 提携
- 六華亭遊花（落語芸術協会仙台事務所所属（客員）、三代目三遊亭遊三一門、真打）[1]
- まつトミ（吉本興業所属、旧名：今野家なにもかにも）[1]

## 公演
- 毎月第2日曜日、宮城県仙台市青葉区国分町の飲食店「炉だん」を会場に定期公演を行っている。公演の情報や会報が届く友の会もある。
- 年に1回（例年5月）仙台市内のホールで記念公演を行う。